# Maria Aletta Hulshoff
Maria Aletta Hulshoff (Amsterdã, 30 de julho de 1781 — Amsterdã, 10 de fevereiro de 1846) foi uma feminista, patriota e panfletista holandesa.